# Mylabris submetallica
Mylabris submetallica es una especie de coleóptero de la familia Meloidae.

## Distribución geográfica
Habita en Eritrea.